# Municipio 3 di Milano
Il municipio 3 (Porta Venezia, Città Studi, Lambrate) è una delle nove circoscrizioni comunali di Milano.
La sede del Consiglio si trova in via Sansovino, 9.

## Descrizione del municipio
Il municipio 3 si estende verso est dal centro cittadino.

## Suddivisioni
Il municipio 3 comprende i seguenti quartieri: Cimiano, Rottole-Quartiere Feltre, Buenos Aires-Porta Venezia-Porta Monforte, Città Studi, Casoretto, Lambrate-Ortica, Loreto e Parco Forlanini-Cavriano.

## Etnie e minoranze straniere
Secondo le statistiche del Comune di Milano, gli immigrati residenti nel municipio 3 con regolare permesso di soggiorno al 31 dicembre 2023 erano 23.294, il 16,03% del totale.

## Servizi presenti nel municipio

### Biblioteche rionali
Nel municipio 3 sono presenti due biblioteche rionali: la biblioteca "Venezia", che si trova in via Frisi al 2/4; e la "Valvassori Peroni" - che con i suoi 2500 m² è la più ampia del sistema bibliotecario urbano milanese -, sita in via Valvassori Peroni 56.. Al primo piano esiste una sezione destinata agli ipovedenti gestita dall'Associazione Nazionale Subvedenti.

### Auditorium
Nello stesso complesso della Biblioteca è presente in via Valvassori Peroni 56 un Auditorium comunale da 250 posti.

### Centri di aggregazione giovanile
I centri di aggregazione giovanile (C.A.G.) offrono servizi ricreativi e didattici rivolti a giovani adolescenti, nei quartieri periferici di Milano.
I CAG presenti nel municipio 3 sono: il centro "Punto e virgola" in via Nino Bixio 19; il centro "Padre Piamarta" in via Pusiano 52..

### Istituti scolastici
La sede principale del Politecnico di Milano si trova all'interno del municipio 3, in Città Studi. Qui sono presenti anche alcune facoltà e alcune strutture della Statale, come Medicina, Veterinaria, Farmacia, Odontoiatria, Agraria, Scienze matematiche, fisiche e naturali.
È presente l'Istituto Comprensivo "Quintino Di Vona - Tito Speri" che comprende la scuola secondaria di primo grado
"Quintino Di Vona" e la scuola primaria "Tito Speri".

### Ospedali
Nel municipio 3 è presente l'Istituto Clinico Città Studi, ex Santa Rita, si tratta di una struttura privata ad indirizzo polispecialistico che opera sia in regime di accreditamento con il Servizio Sanitario Nazionale (SSN) che in regime privatistico.
È presente la Fondazione IRCCS con “Istituto Nazionale dei Tumori” (INT) che svolge, l'attività di assistenza sanitaria e di ricerca biomedica e sanitaria, di tipo clinico e traslazionale, confermandosi, in questo, come centro di riferimento nazionale e Istituto Nazionale Neurologico Carlo Besta per la cura e la ricerca delle malattie neurologiche.

## Luoghi di interesse
- Corso Buenos Aires
- Politecnico di Milano
- Stazione di Milano Lambrate
- Quartiere IFCP Fabio Filzi

## Parchi
- Parco Lambro 930.000 m2
- Parco della Lambretta 110.000 m2
- Parco Argonne

## Stazioni
Stazioni della Metropolitana di Milano:
- Lima, Loreto e Porta Venezia.
- Caiazzo, Cascina Gobba, Cimiano, Crescenzago, Lambrate FS, Loreto, Piola e Udine.

- Argonne, Dateo, Susa e Tricolore.

Stazioni ferroviarie:
- Ferrovie dello Stato: Dateo, Lambrate e Porta Venezia.

## Architetture religiose
| - Santissimo Redentore - Santa Francesca Romana - San Gerolamo Emiliani - San Gregorio Magno - Sant'Ignazio di Loyola - San Leone Magno | - Santa Maria Bianca della Misericordia - San Martino di Lambrate - Santi in Nome di Maria - San Giovanni in Laterano - San Luca - San Pio X - Sacro Cuore di Gesù dei Frati Minori Cappuccini | - Santa Croce - Santo Spirito - San Vincenzo De Paoli - San Benedetto - San Carlo al Lazzaretto - San Giuseppe - Santi Nereo e Achilleo |

## Musei
- Casa-museo Boschi Di Stefano in via Jan 15
- Casa-museo Spazio Tadini in via Niccolò Jommelli, 24